# Fiordland

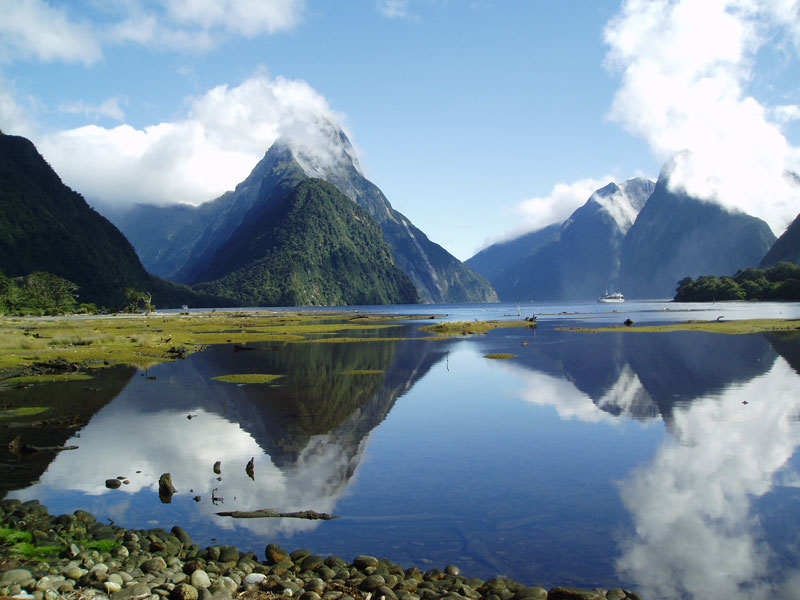
Milford Sound

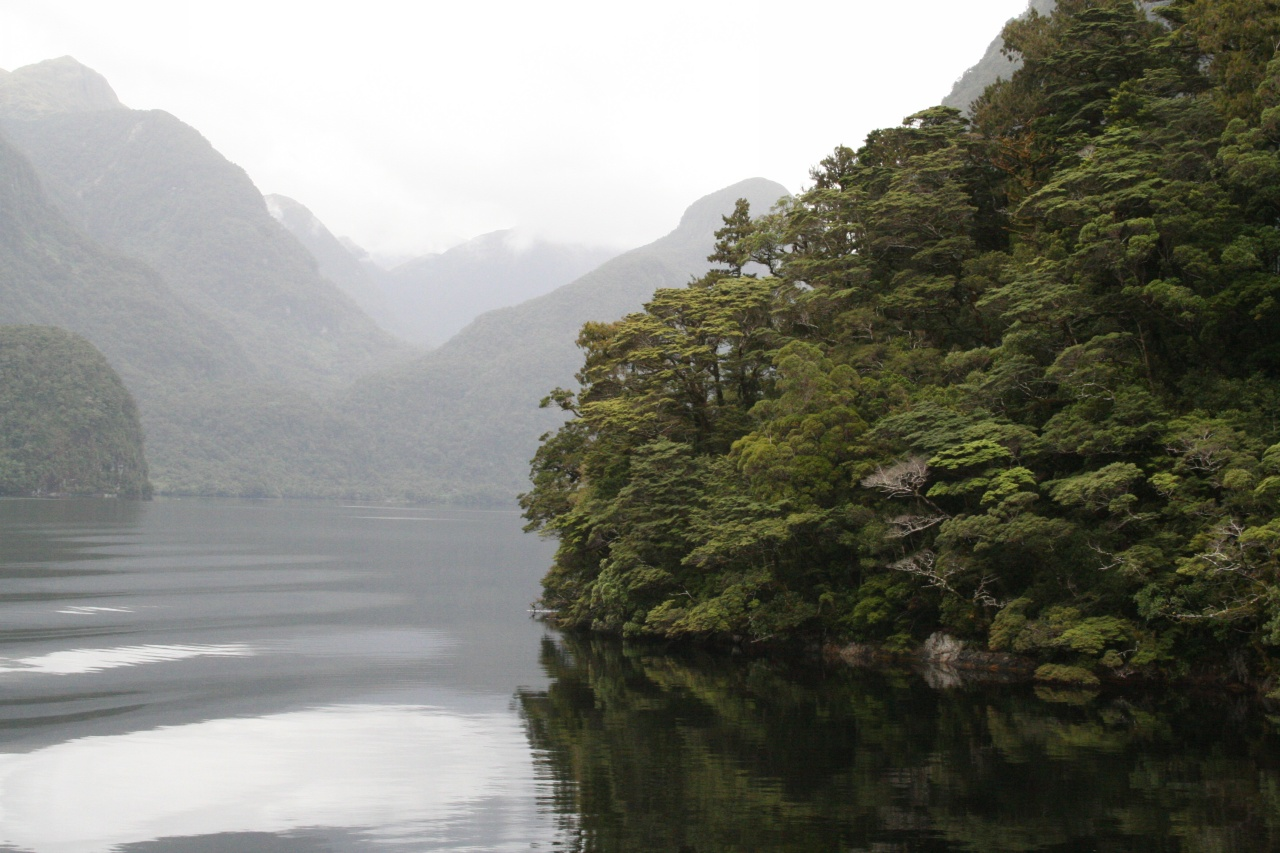
Doubtful Sound

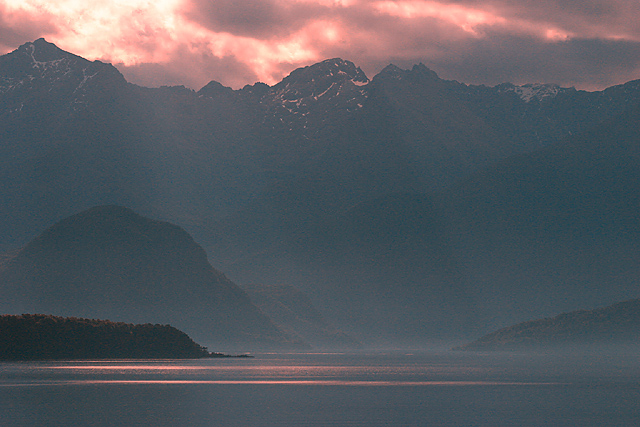
Le lac Manapouri

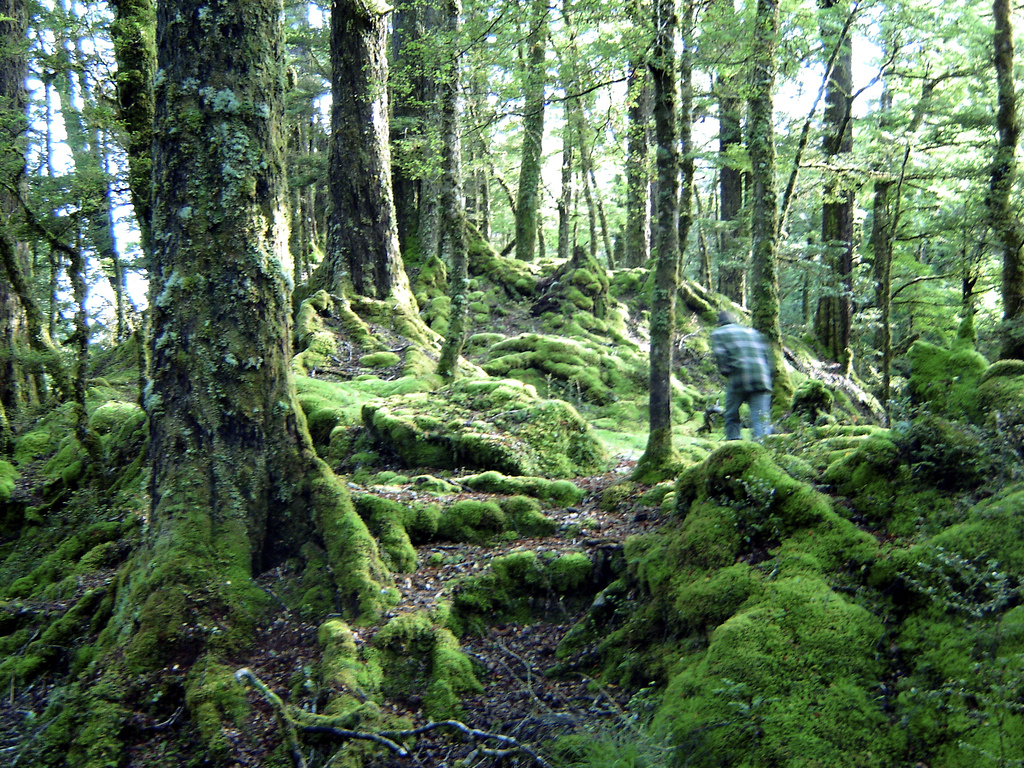
Forêt près de Te Anau

Le Fiordland est une région peu peuplée et très sauvage située au sud-ouest de l'île du Sud de la Nouvelle-Zélande dans la région administrative du Southland. On y trouve le Parc national de Fiordland, qui, avec ses 12 120 km2, est le plus grand parc national du pays, ainsi que l'un des plus grands du monde.

## Géographie
Le Fiordland présente un terrain très accidenté ; il est dominé par les montagnes des Alpes du Sud ainsi que les fjords sur sa côte ouest.
Son nom provient du mot norvégien fjord ; on y en trouve beaucoup, souvent appelés, à tort, sounds (« détroits »). Le plus connu est Milford Sound, mais Doubtful Sound est plus grand et présente plus de branches.
Il est administré par la région de Southland.

## Climat
La région de Fiordland est l'un des endroits les plus pluvieux au monde avec 300 jours de pluie par an et quelque 7 mètres d'eau.

## Démographie
Le Fiordland est presque inhabité, n'abritant que quarante-huit personnes lors du recensement de 2001. Il n'a pas de villes et est presque inaccessible sauf par voie aérienne ou marine. Les communautés les plus proches sont les villages Manapouri et Te Anau, ce dernier ayant 2 000 habitants. Les villes les plus proches sont Queenstown et Invercargill, tous les deux à 150 km de Te Anau, sur la State Highway 94.
Blanket Bay Hotel est peut-être le lieu le plus occidental en Nouvelle-Zélande habité de manière permanente. C'est un dépôt pour pêcheurs situé sur une petite île de Doubtful Sound,.

## Économie
Le tourisme est le seul facteur économique majeur de la région, à part la centrale électrique de Manapouri (en) et un peu d'agriculture. Les visiteurs y ont dépensé 92 millions de dollars néo-zélandais en 2003, et l'industrie du tourisme emploie 1 017 personnes à temps plein, ainsi que 1 900 dans d'autres activités liées au tourisme. La plupart des touristes visitent Milford Sound, mais les pistes de randonnée les plus accessibles des Alpes, dans l'est de la région, sont également assez populaires. L'isolement et la difficulté d'accès de la région limite toutefois le tourisme, la plus grande partie des touristes n'y passant que peu de temps avant de continuer ou retourner à Queenstown ou Invercargill.